# Giuseppe Milazzo
Giuseppe Milazzo, né le 21 août 1977 à Palerme, est un homme politique italien.